# Gueydon (navire)
Le Gueydon est le premier croiseur cuirassé de  la classe Gueydon. Il porte le nom de l'amiral comte Louis Henri de Gueydon, premier gouverneur de l'Algérie sous la IIIe République.

## Histoire
Le Gueydon est armé au port militaire de Toulon en 1903. Il fait sa première campagne en Extrême-Orient. Il participe ensuite à la Première Guerre mondiale, faisant essentiellement campagne sur les rivages de l'Amérique du Sud et des Antilles.
En 1923, il subit une refonte à l'Arsenal de Brest et, en 1926, une autre à Toulon pour servir d'école de canonnage. En 1927, il remplace le Pothuau comme navire-école des canonniers. Il est rayé du service actif en 1935, et sert alors de ponton-caserne à l’École Préparatoire de la Marine.
Au début de la Seconde Guerre mondiale il était basé à Brest et sabordé le 18 juin 1940, la veille de l'entrée des troupes allemandes dans la ville, puis en 1943, les Allemands, pour leurrer les observateurs de la RAF, le maquillent en faux Prinz Eugen. Il sera détruit lors de la prise de Brest.